# Fiestas de Astures y Romanos
Las Fiestas de Astures y Romanos son una fiesta que se celebra en la ciudad española de Astorga (León) a finales de julio. En ella se rememora el pasado más antiguo de la ciudad: el desarrollo de los capítulos bélicos de las guerras asturcántabras y la fundación de Asturica Augusta. En 2011 fue declarada de Interés Turístico Regional.

## Historia

### Circo romano
El sábado 30 de agosto de 1986, enmarcado en los eventos de celebración del Bimilenario de Astorga, se celebró por primera vez el circo romano en la plaza de San Roque; en él se batieron deportivamente dos equipos con pruebas como doma de vaquillas, lucha de gladiadores, carrera de literas y carrera de cuadrigas. Su éxito fue tal que, salvo en 1988 y en 2001, siguió celebrándose cada año el último sábado de las fiestas patronales de agosto. 

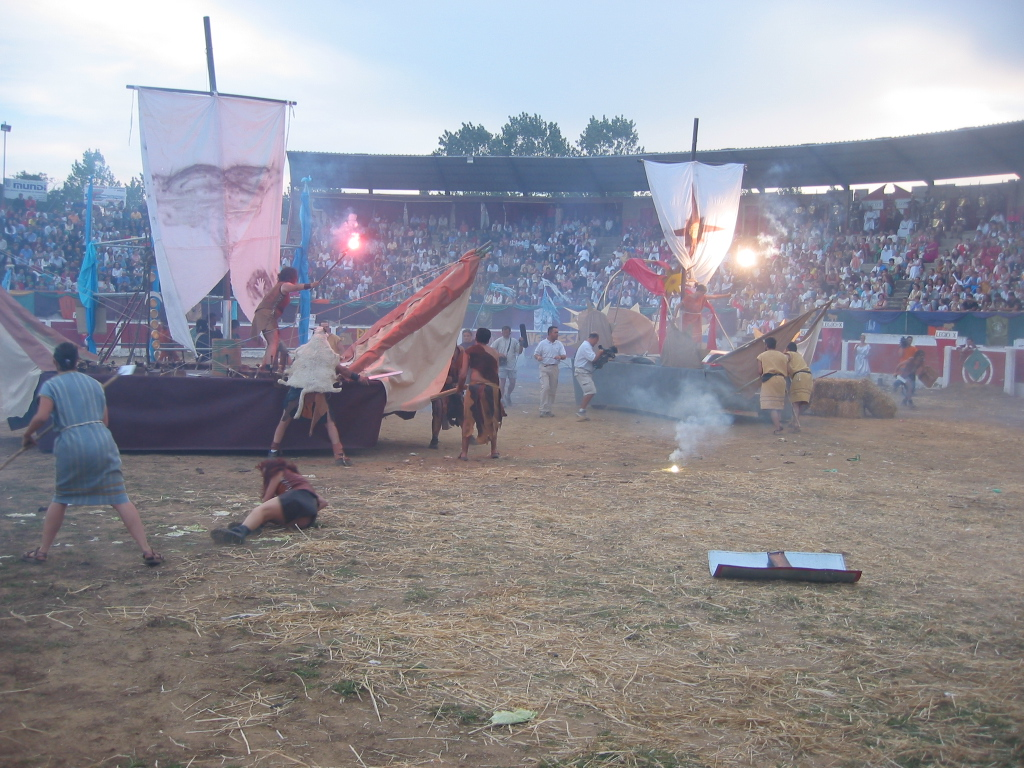
Simulacro de batalla naval en la edición de 2003

En 1990 se celebró la primera competición de catapultas en el parque del Melgar, un día antes del circo. En la edición de 1993 este incluyó el espectáculo Gladiators, de la productora Naumaquia, con presencia de Coral Bistuer y Antonio Rebollo entre el elenco de participantes. En 1995, la competición de catapultas se trasladó a la plaza de San Roque. Además, se introdujeron la cena romana y el mercado romano, en el jardín de la Sinagoga. Al año siguiente participaron, por primera vez, unos astures en las pruebas del circo.
En 1997 el circo se trasladó a la plaza de toros y se celebró por primera vez el recimibiento del César en la plaza Mayor. Además, a este (Josefus Orologius) se le ocurrió la idea de acuñar monedas romanas (denarios) para uso real, en los comercios que las aceptasen durante la celebración de las fiestas, y desde entonces forman parte de estas. Su valor en aquel momento era de 500 pesetas, que con la implantación del euro pasó a ser de tres euros. En 2010, el Caudillo astur hizo lo mismo con su propia moneda (as).
En la edición del año 2000 participaron un grupo de legionarios procedentes de Herrera de Pisuerga; ese mismo año comenzaron a organizarse los astures con el surgimiento de las dos primeras tribus, Ambactos y Guerreros de Finn. En 2001, aunque no hubo circo debido a una fuerte tormenta, desfilaron 100 romanos y cartagineses procedentes de Cartagena. Al año siguiente se incluyeron las quad-rigas, vehículos de motor pilotados por bárbaros, mientras que la batalla de catapultas se celebró en la plaza de los Marqueses, seguida del espectáculo Totem. En 2003, el circo contó con la representación de una batalla naval a cargo del grupo de teatro A ras de suelo.

### Astures y Romanos
En 2004 las celebraciones se desligaron de las fiestas patronales y tuvieron lugar el último fin de semana de julio, a la vez que comenzó a utilizarse el nombre de Astures y Romanos. El mercado romano se trasladó a la plaza de Santocildes, mientras que en el jardín de la Sinagoga se instaló un castro astur. El circo contó con la asistencia de un grupo de cántabros de Los Corrales de Buelna, y durante el mismo se representó el espectáculo Lughter, a cargo del grupo de teatro A ras de suelo. Otras novedades fueron el «Iter tabernarum» o recorrido por diferentes bares de la ciudad, «En tu plaza o en la mía», con la celebración de cenas de época por las plazas más céntricas, la organización de los primeros juegos astures, con participación de tribus de la comarca y de otras regiones, y la celebración de las primeras jornadas de la cocina romana, a cargo de la Asociación Gastronómica y Cultural El Borrallo. Ese año también se fundó la Asociación de Astures y Romanos.
En 2005, además de ampliarse el número de días de fiesta, el mercado se trasladó al parque del Melgar donde, por primera vez, se instalaron el campamento romano y el poblado astur con objeto de recrear un asentamiento y poder mostrar a los visitantes como vivían sus antepasados. A partir de ese año también comenzaron a celebrarse otras actividades complementarias, como la Noche de Druidas. Además del circo, la plaza de toros albergó la segunda edición de los juegos astures, que contó con la participación de Margarita Ramos y Manolo Martínez.
En 2006, se incorporaron al programa la boda astur la iniciación de los guerreros astures y el entierro del héroe astur, y se celebró la tercera edición de los juegos astures. En 2007, además de la cuarta edición de estos últimos, hubo una exhibición de lucha leonesa en el campamento astur. En 2008 el circo, además de las pruebas habituales, contó con la representación del espectáculo Venatio, que simuló una lucha entre varios jinetes, y el mercado, además de instalarse en la plaza de Santocildes, se extendió hasta la plaza Arquitecto Gaudí. Al año siguiente, ante el creciente número de grupos participantes, el campamento astur y romano aumentó su superficie en el parque del Melgar, y vivió como novedad la renovación del pacto de hospitalidad entre tribus astures.
En 2011 las fiestas fueron declaradas de Interés Turístico Regional. En 2012, a diferencia de otras ediciones, el mercado se celebró en la plaza Eduardo de Castro e incrementó su número de puestos. En 2013 se introdujeron los munera gladiatoria —denominados Ludus ese año—, y en 2014, tras varios años sin celebrarse, se recuperó la competición de catapultas en la bajada del Postigo. En 2016 el mercado volvió a instalarse en el campamento astur y romano y se incorporaron nuevos actos, como la boda romana y el desfile y revista de las tropas romanas. En 2017, el mercado regresó a la plaza de Santocildes; a nivel promocional, el 29 de julio las fiestas protagonizaron el cupón del fin de semana de la ONCE. Ese año también, la asociación de Astures y Romanos superó las 1000 personas asociadas.
En 2018, gracias a la colaboración de Google, se fotografió el campamento astur y romano para ser incluido en Google Maps. En la edición de ese año se incluyó Devotio al Caudillo, un espectáculo de luz y sonido a cargo de Wyrdamur. En 2019 la fiesta obtuvo el premio nacional de la Sociedad Española de Antropología y Tradiciones Populares, debido a su «muy meritoria y eficaz labor de organización, interpretación, superación, y por lograr una extraordinaria participación popular». La edición de 2020 fue suspendida debido a la pandemia de COVID-19, y en 2021, además de repartir distintos actos a lo largo de todos los fines de semana de julio, no se pudieron celebrar los actos más multitudinarios como el campamento y el circo.

## Personajes
Entre todos los participantes de las fiestas, destacan especialmente dos, el César y el Caudillo astur. La figura del César nació en 1986 y, junto al Caudillo astur, representa a Astorga allí donde la ciudad promociona las fiestas. Hasta su fallecimiento en 1990, el cargo fue ocupado por Emilio Santos, el Pertiguero (Emilius), excepto en 1987, cuando fue ocupado por Enrique Martínez; le siguió José Ramos (Josefus Orologius), de 1991 a 2015, y desde ese año ocupa el cargo Isaac de la Fuente (Octavio Augusto). En cuanto al Caudillo astur, en 2004 fue Cecilio Maestro (Kekilayus) y desde 2005 es representado por Eusebio García Martínez (Sebius).

## Actividades
A lo largo de las distintas ediciones de la fiesta se han llevado a cabo numerosas actividades, desde recreaciones y talleres hasta conferencias y degustaciones. Entre ellas destacan las siguientes:
Campamento romano y poblado astur
Compuesto por más de 40 construcciones romanas y astures, es el corazón de la fiesta, donde se celebran distintas actividades y donde más de mil socios de la Asociación de Astures y Romanos y cientos de invitados, ataviados con indumentaria de la época, recrean la vida y la actividad de un castro astur y una ciudad romana. Está vallado, con puertas de acceso, y cuenta con baños y visitas guiadas.
Circo romano
Acto central que dio origen a la fiesta; durante el mismo, sendos equipos de astures y romanos se baten en una serie de pruebas deportivas y de habilidad.
Noche de Druidas
En ella se tratan de representar los concilios celebrados anualmente por la casta sacerdotal en la sociedad prerromana, en los que los distintos sabios competían amistosamente. Su formato ha variado, desde un concurso de cuentos en los comienzos a una presentación teatralizada donde se muestran aspectos de la religión astur.
Mercado astur-romano
Mercado tematizado, lleno de puestos de toda clase de artesanía, comida o textiles.
Entierro del héroe Astur
Representación de un enterramiento mediante una pira funeraria, en la que se deposita al guerrero astur Gausón. El acto se inicia en la plaza Mayor, desde donde se dirige el cortejo fúnebre hasta el campamento acompañado por las distintas tribus astures.
Recibimiento del César
Las distintas tribus astures y agrupaciones romanas desfilan por las calles de la ciudad hasta la plaza Mayor, donde reciben y aclaman al César.
Pacto de Hospitalidad
Recreación de un pacto entre todas las tribus astures que, ante la amenaza romana, acuerdan no atarcarse unas a otras así como ayudarse en caso de necesidad. Se inspira en el Pacto de los Zoelas o Tabla de Astorga. 
Munera Gladiatoria
Espectáculo de gladiadores ofrecido por el magistrado Emilio Paulo.
Boda Astur
Representación de este rito basado en tradiciones célticas, en el que destacaban dos peculiaridades, la mujer es la que elige al marido y se trataba de uniones que duraban un año y un día, por lo que cada año debía renovarse.
Jornadas gastronómicas de cocina astur-romana
Degustación de los manjares que comían los antiguos astures y romanos.
En tu plaza o en la mía
Cenas de grupos astures o romanos por las plazas de la ciudad con ambientación y menús de la época.
Nombramiento del socio de honor
Cada año, la Asociación de Astures y Romano elige un socio de honor entre aquellas personas o instituciones que destacan por su labor de colaboración y promoción en la historia antigua y las actividades de la fiesta de Astures y Romanos.
| - 2011: Juan Pablo Álvarez Villalibre - 2012: Museo Romano - 2013: Guerras Cántabras - 2014: Lugo y Braga - 2015: José Ramos Castellanos | - 2016: Rubén Martínez González - 2017: Fernando Barriales Carro - 2018: Festival Astur Romano La Carisa - 2019: Emilio Campomanes Alvaredo - 2022: Celtícue, Orpheus y Sartaina |